# Servicio Mundial de la BBC
El Servicio Mundial de la BBC (en inglés BBC World Service) es una de las radios internacionales más reconocidas del mundo, y actualmente emite en 32 idiomas a muchas partes del mundo a través de ondas cortas analógicas y digitales, streaming y podcasting en Internet, satélites y retransmisiones FM y MW. Es independiente políticamente. Emite programas de televisión y de radio.
El servicio en inglés emite 24 horas cada día. En mayo de 2007 la BBC informó que la audiencia tipa semanal había logrado 183 millones de personas, batiendo el récord anterior de 163 millones de oyentes que había logrado el año anterior. El Servicio Mundial es fundado por subvención del estado tras el Foreign and Commonwealth Office por el Gobierno del Reino Unido - distinto de los servicios domésticos de radio y televisión de la BBC, que primariamente son financiados por un canon cobrado en cada casa en el Reino Unido que utiliza una televisión para ver programas mientras se emiten. A pesar de esta forma de fundación, el Servicio Mundial queda independiente editorialmente, aunque el Foreign and Commonwealth Office es consultado en cuanto a la toma de decisiones sobre en cuales idiomas se emite el Servicio.
El director del Servicio Mundial en inglés es hasta julio de 2024 Liliane Landor.

## Historia
El Servicio Mundial de la BBC comenzó el 19 de diciembre de 1932 con el nombre de BBC Empire Service, emitiendo en onda corta y dirigido principalmente a los angloparlantes de todo el Imperio Británico. En su primer Mensaje de Navidad (1932), el rey Jorge V describió el servicio como destinado a «hombres y mujeres, tan aislados por la nieve, el desierto o el mar, que sólo las voces del aire pueden llegar a ellos». Las primeras esperanzas puestas en el Empire Service fueron escasas. El director general, Sir John Reith, dijo en el programa de apertura:
No esperen demasiado en los primeros días; durante algún tiempo transmitiremos programas comparativamente simples, para dar la mejor oportunidad de recepción inteligible y proporcionar pruebas sobre el tipo de material más adecuado para el servicio en cada zona. Los programas no serán ni muy interesantes ni muy buenos.
Este discurso se leyó cinco veces mientras la BBC lo retransmitía en directo a diferentes partes del mundo. Grabación de los discos originales de archivo de la BBC.

## Europa

Logo de Service Munidial de la BBC (2019-2022)

El BBC World Service se emite en Berlín en 94,8 MHz. Los relés de FM también están disponibles en Ceske Budjovice, Karlovy Vary, Plzen, Usti nad Labem, Zlin y Praga en la República Checa, Pristina, Riga, Tallin, Tirana y Vilnius. Un canal de BBC World Service está disponible en DAB + en Bruselas y Flandes, Ámsterdam, La Haya, Utrecht y Róterdam. Tras una reorganización nacional de los múltiplex EuroDab en octubre de 2019, la estación en idioma inglés está disponible en DAB Stereo HE-AAC v1 en toda Italia.